# Perchuc Cone
Der Perchuc Cone ist ein etwa 180 m hoher, kleiner und junger Vulkankegel auf Deception Island im Archipel der Südlichen Shetlandinseln. Er ragt aus dem Eis nordöstlich des Ronald Hill auf.
Polnische Wissenschaftler benannten ihn 1999 nach Edward Perchuc, dem vermeintlichen Entdecker des Kegels bei einer polnischen Expedition im Jahr 1985. Laut britischen Angaben kartierte ihn bereits 1961 der aus Wales stammende Geologe Donald Durston Hawkes (* 1934) vom Falkland Islands Dependencies Survey.